# Episodi di Laredo (seconda stagione)
La seconda stagione della serie televisiva Laredo è andata in onda negli Stati Uniti dal 16 settembre 1966 al 7 aprile 1967 sulla NBC.
| nº | Titolo originale                         | Prima TV USA      | Titolo italiano | Prima TV Italia |
| -- | ---------------------------------------- | ----------------- | --------------- | --------------- |
| 1  | The Legend of Midas Mantee               | 16 settembre 1966 |                 |                 |
| 2  | Dance of the Laughing Death              | 23 settembre 1966 |                 |                 |
| 3  | A Double Shot of Nepenthe                | 30 settembre 1966 |                 |                 |
| 4  | Coup de Grace                            | 7 ottobre 1966    |                 |                 |
| 5  | The Land Slickers                        | 14 ottobre 1966   |                 |                 |
| 6  | Finnegan                                 | 21 ottobre 1966   |                 |                 |
| 7  | Any Way the Wind Blows                   | 28 ottobre 1966   |                 |                 |
| 8  | The Sweet Gang                           | 4 novembre 1966   |                 |                 |
| 9  | One Too Many Voices                      | 18 novembre 1966  |                 |                 |
| 10 | Road to San Remo                         | 25 novembre 1966  |                 |                 |
| 11 | Last of the Caesars - Absolutely         | 6 dicembre 1966   |                 |                 |
| 12 | A Prince of a Ranger                     | 9 dicembre 1966   |                 |                 |
| 13 | Oh Careless Love                         | 23 dicembre 1966  |                 |                 |
| 14 | Leave It to Dixie                        | 30 dicembre 1966  |                 |                 |
| 15 | The Seventh Day                          | 6 gennaio 1967    |                 |                 |
| 16 | Scourge of San Rosa                      | 20 gennaio 1967   |                 |                 |
| 17 | Short, Happy Fatherhood of Reese Bennett | 27 gennaio 1967   |                 |                 |
| 18 | The Bitter Yen of General Ti             | 3 febbraio 1967   |                 |                 |
| 19 | The Other Cheek                          | 10 febbraio 1967  |                 |                 |
| 20 | Enemies and Brothers                     | 17 febbraio 1967  |                 |                 |
| 21 | Hey Diddle Diddle                        | 24 febbraio 1967  |                 |                 |
| 22 | The Small Chance Ghost                   | 3 marzo 1967      |                 |                 |
| 23 | A Question of Guilt                      | 10 marzo 1967     |                 |                 |
| 24 | Like One of the Family                   | 24 marzo 1967     |                 |                 |
| 25 | Walk Softly                              | 31 marzo 1967     |                 |                 |
| 26 | Split the Difference                     | 7 aprile 1967     |                 |                 |

## The Legend of Midas Mantee
- Prima televisiva: 16 settembre 1966
- Diretto da: Hollingsworth Morse
- Scritto da: Gerry Day, B. W. Sandefur

### Trama
- Guest star: Rex Holman (Greevy), Howard Wendell (Winston), Cliff Osmond (Midas Mantee), Maura McGiveney (Rita Silver), Rory Stevens (David), Buddy Van Horn (Hutch), Chuck Roberson (Rafer), John Truax (sceriffo di Val Verde), Jon Locke (vicesceriffo), K. L. Smith (sceriffo di Porirero)

## Dance of the Laughing Death
- Prima televisiva: 23 settembre 1966
- Diretto da: Jerry Hopper
- Scritto da: Fred Freiberger

### Trama
- Guest star: Gregg Palmer (sergente Mason), Diane Roter (Lohray), Peter Dawson (sceriffo), Vince St. Cyr (Taslatch), Joe Haworth (Uomo burbero), Myron Healey (John Garth), Julie Edwards (Anita), Abraham Sofaer (Tohpay)

## A Double Shot of Nepenthe
- Prima televisiva: 30 settembre 1966
- Diretto da: Abner Biberman
- Scritto da: Gene L. Coon

### Trama
- Guest star: Leonard P. Geer (Ward), Robert Williams (Mapes), Richard Reeves (Farber), Shug Fisher (cercatore), George Robotham (Bill Dawkins), David Perna (Jack Slade), Donald Reiker (Bob Dawkins), Michael Kagan (Collins), Will Kuluva (dottor Duvain), Warren J. Kemmerling (Jake Murdock), Bern Hoffman (secondino)

## Coup de Grace
- Prima televisiva: 7 ottobre 1966
- Diretto da: R. G. Springsteen
- Scritto da: William Raynor, Myles Wilder

### Trama
- Guest star: Fabian Dean (Jean LeBec), Louise Lawson (Betsy), Arnold Moss (capitano Henri DeClair), John Hoyt (Juan Morales), Lenny Kahn (Norton), Steve Conte (barista), Roger Etienne (tenente), Will J. White (sentinella), Harry Varteresian (lottatore), Barbara Luna (Carmella Alvarez)

## The Land Slickers
- Prima televisiva: 14 ottobre 1966
- Diretto da: Sherman Marks
- Scritto da: William Hellinger, Clint Young

### Trama
- Guest star: Ron Russell (Ed Emerson), Alan Dewitt (F. J. Wiggins), Gene Raymond (Conrad Fletcher), Ahna Capri (Sally Fletcher), Robert L. Goodwin (uomo), Jimmy Joyce (fattorino), Connie Hunter (padrona), Russ Grieve (sceriffo), Leo Gordon (Wayne Emerson)

## Finnegan
- Prima televisiva: 21 ottobre 1966
- Diretto da: Alexander Singer
- Scritto da: Edward J. Lakso

### Trama
- Guest star: Malachi Throne (Sean Finnegan), K. L. Smith (Tom Fox), I. Stanford Jolley (vecchio), Budd Perkins (Greely), Ken Lynch (John Clayton), Stuart Anderson (Kid Case), Mort Mills (Muldoon), Roy Roberts (Kelly), John Harmon (Jonas Kale), Fred Scheiwiller (Ned), Bruce Todd (Gunter), Fred Carson (Stacy)

## Any Way the Wind Blows
- Prima televisiva: 28 ottobre 1966
- Diretto da: John English
- Scritto da: John McGreevey

### Trama
- Guest star: Jay Della (Tope), Mike Wagner (Soames), Michael Evans (Edmond Tolliver), Tiger Joe Marsh (Hercules), Melville Ruick (Prentiss), Harry Harvey (Strother), Bill Quinn (Warburton), Melodie Johnson (Eve)

## The Sweet Gang
- Prima televisiva: 4 novembre 1966
- Diretto da: Ezra Stone
- Scritto da: Walter Black

### Trama
- Guest star: Ellen Corby (Ma Sweet), Lennie Weinrib (Bud Sweet), Kathie Browne (Billie Lou), Robert Beecher (Abel Sweet), Pat Dennie (padrona), Donna Anders (padrona), Kay Michaels (Jenny), Walter Woolf King (dottore), Harry Swoger (Carter), Michael Masters (Wes Sweet), Deanna Lund (Cherry)

## One Too Many Voices
- Prima televisiva: 18 novembre 1966
- Diretto da: William Witney
- Scritto da: John McGreevey

### Trama
- Guest star: Bart Burns (Jencks), Whitney Blake (Sabrina Lane), Bill Fletcher (Moran), Hal Baylor (Tattoo), Foster Brooks (Harry Tyson), Steve Raines (conducente della diligenza), Howard Wright (impiegato dell'hotel), June Smaney (Magdalena), Robert Foulk (Virgil Porter), Lyle Talbot (Frank Nicholson), Jim Goodwin (Emerson Whitby III)

## Road to San Remo
- Prima televisiva: 25 novembre 1966
- Diretto da: Irving J. Moore
- Scritto da: Calvin Clements Sr.

### Trama
- Guest star: Val Avery (sceriffo Daniels), Allen Jaffe (Indian Pete), Claire Wilcox (Gussie Smith), Dabbs Greer (Ira), Steve Raines (conducente della diligenza), Jan Arvan (commerciante), Charlie Briggs (Woods), Lane Bradford (Charlie Smith)

## Last of the Caesars - Absolutely
- Prima televisiva: 6 dicembre 1966
- Diretto da: R. G. Springsteen
- Scritto da: Joseph Bonaduce, Jay Simms

### Trama
- Guest star: Joanne Medley (Joan), Jack Grinnage (Mike Slattery), Sid Haig (Brunning), E. J. Andre (Silversmith), Jack Weston (Hannibal Rex), Charles Horvath (Jomo), Mel Gallagher (O'Hara), Joan Huntington (Celeste)

## A Prince of a Ranger
- Prima televisiva: 9 dicembre 1966
- Diretto da: Charles Rondeau
- Scritto da: Joseph Bonaduce

### Trama
- Guest star: Ivor Barry (Frollo), John S. Ragin (Karl), Peter Brown (Prince Lazlo), Lisabeth Hush (Helena), Pat Tidy (donna), Paul Micale (Martinez), Anne Hogan (Cindy Lou), William Phipps (Spurs), Mimsy Farmer (Antonia)

## Oh Careless Love
- Prima televisiva: 23 dicembre 1966
- Diretto da: Charles Rondeau
- Scritto da: Gilbert Ralston

### Trama
- Guest star: Larry Chance (Many Horses), Vinton Hayworth (Marcus Sullivan), Peggy Mondo (Lost Bird), Ken Scott (Jim Barnett), Vince St. Cyr (uomo di medicina), Thomas Gomez (Kicking Bear)

## Leave It to Dixie
- Prima televisiva: 30 dicembre 1966
- Diretto da: Abner Biberman
- Scritto da: Martin Roth

### Trama
- Guest star: Paul Bryar (sceriffo), Barbara Werle (Molly), Peter Dunhill (Matt Dixie), Clint Howard (Midge), Michael Flatley (Dave), Don 'Red' Barry (Sam Dixie), Scott McCartor (Pete), Norman Leavitt (McClory), George Keymas (Mace)

## The Seventh Day
- Prima televisiva: 6 gennaio 1967
- Diretto da: Irving J. Moore
- Scritto da: Joel Murcott, Alvin Boretz

### Trama
- Guest star: William Bramley (Luke Bergstrom), Bunny Summers (Amy Bergstrom), Wesley Lau (reverendo Thomas), Michael Vandever (Lacy Walsh), Michael Fox (barista), Alfred Ryder (Clay Morgan)

## Scourge of San Rosa
- Prima televisiva: 20 gennaio 1967
- Diretto da: Joseph Pevney
- Scritto da: Calvin Clements Sr.

### Trama
- Guest star: Kathleen Freeman (Mio), Rodolfo Acosta (Luis), Stella Garcia (Marguerita), Roberto Contreras (Peon), Robert F. Hoy (Willie), Fred Krone (George McCord), Maria Cove (Marie), Robert Yuro (Johnny Rhodes), Pedro Gonzales Gonzales (stalliere)

## Short, Happy Fatherhood of Reese Bennett
- Prima televisiva: 27 gennaio 1967
- Diretto da: Ezra Stone
- Scritto da: Barbara Merlin, Leonard Praskins

### Trama
- Guest star: Eileen Wesson (Cecile), Aleta Rotell (Mary), Rick Natoli (Black Wing), Jan Arvan (Flying Cloud), Buff Brady (Bud Gully), Buddy Garion (Abner Gully), Cindy O'hara (Rosie), Lyn Peters (Nellie), Lillian Field (Barbara), Michael Greene (Red Gully)

## The Bitter Yen of General Ti
- Prima televisiva: 3 febbraio 1967
- Diretto da: Charles Rondeau
- Scritto da: John T. Dugan

### Trama
- Guest star: Henry Silva (generale Ti), Lloyd Kino (Kam Yang), Philip Ahn (Wong Lee), Henry Hunter (dottore), Lawrence Montaigne (Rocco Calvelli), Ruth Thom (Matron), Almira Sessions (matrona), Allen Emerson (Tony Scarpito), Irene Tsu (Jem Sing)

## The Other Cheek
- Prima televisiva: 10 febbraio 1967
- Diretto da: Ezra Stone
- Scritto da: Gene L. Coon

### Trama
- Guest star: Robert F. Simon (Tinker), Ric Roman (Ace Brady), Russ McCubbin (Harry), Malcolm Atterbury (Ernest Snilly), William Henry (Sam), David Leland (Clyde), Leonard P. Geer (Ben), Rudy Vejar (Jack), Hoke Howell (Burt), Clay Turner (Abe), Barbara Anderson (Delia Snilly)

## Enemies and Brothers
- Prima televisiva: 17 febbraio 1967
- Diretto da: Gene Nelson
- Soggetto di: Tom Adair, John Elliotte

### Trama
- Guest star: Barbara Werle (Liza Curtis), Ned Romero (capitano Montoya), Mary Murphy (Jessica Boyd), Troy Melton (Lester), Jack Kelly (Bart Cutler/Frank Parmalee), Fred Scheiwiller (Homer Grunch), Charles Bail (Duke), Olive Dunbar (Widow Morton)

## Hey Diddle Diddle
- Prima televisiva: 24 febbraio 1967
- Diretto da: William Witney
- Scritto da: Gerry Day

### Trama
- Guest star: Regina Gleason (Betsy), Michael Keep (Yaqui), Carl Ballantine (Lemuel Bemish), Marilyn Erskine (Milly Beamish), Michael Forest (Miguel), Jacques Aubuchon (Morgan), Claude Akins (Cotton Buckmeister)

## The Small Chance Ghost
- Prima televisiva: 3 marzo 1967
- Diretto da: Richard H. Bartlett
- Scritto da: Martin Roth

### Trama
- Guest star: Shug Fisher (Charlie), Jeanne Cooper (Kay Comstock), Edward Binns (sergente Durgom), Ted Cassidy (Monte)

## A Question of Guilt
- Prima televisiva: 10 marzo 1967
- Diretto da: Leo Penn
- Scritto da: Joseph Bonaduce

### Trama
- Guest star: Vaughn Taylor (giudice Lamprey), Lisa James (Adeline Foster), Claude Akins (Cotton Buckmeister), Walter Burke (Jake Taggert), Marcelle Fortier (Annabelle Pitney), Olive Dunbar (Mrs. Morton), Harry Swoger (Cal Murdock), Patsy Kelly (Abbie Heffernan), Claude Woolman (John Bright Star), Ed Peck (Frank Foster), Robert Donner (Patrick Clancy)

## Like One of the Family
- Prima televisiva: 24 marzo 1967
- Diretto da: Robert Gist
- Scritto da: John McGreevey

### Trama
- Guest star: Robert L. Goodwin (Lionel), Don Beddoe (colonnello Willingham), Jeanette Nolan (Vita Rose), Parley Baer (Alcott), Gillian Tomlin (Bliss), Walter Coy (Merrill), George Robotham (ispettore), Russ McCubbin (nativo)

## Walk Softly
- Prima televisiva: 31 marzo 1967
- Diretto da: William Witney
- Scritto da: Edward J. Lakso

### Trama
- Guest star: Helene Winston (donna), Barbara Pepper (Emma), Claude Akins (Cotton Buckmeister), Joe Flynn (professore), George Furth (Carl Strade), Lane Bradford (Lyle)

## Split the Difference
- Prima televisiva: 7 aprile 1967
- Diretto da: Alan Rafkin
- Scritto da: Paul Mason

### Trama
- Guest star: Fabian Dean (Smiley Hogg), Gerald Mohr (Gypsy John Fuente), Shelley Morrison (Linda Littletrees), Ralph Manza (Blue Dog), Byron Foulger (Hollingsworth Morse), Monica Lewis (Belle Bronson), Myron Healey (Jake Ringo)